# Men at Work (filme)
Men at Work (Brasil: Trabalho Sujo / Portugal: Na Noite do Crime) é um filme produzido nos Estados Unidos em 1990, dos gêneros ação, comédia e thriller, escrito e dirigido por Emilio Estévez.

## Sinopse
Carl (Charlie Sheen) e James (Emilio Estevez) são dois amigos, que trabalham como lixeiros, mas sonham em abrir uma loja de surfe. Eles dividem o mesmo apartamento. Carl tem um telescópio que usa para observar seus vizinhos e certa noite, quando ele vê um homem bater em sua vizinha, ele atira no homem com uma espingarda de chumbinho. Ao se esconder, ele e James não veem que dois homens apareceram, estrangularam o homem e levaram o corpo. Quando ele aparece em uma lata de lixo em sua rota eles acreditam ter matado o homem e resolvem esconder o corpo, temendo que eles possam ser implicados na morte. Mas os amigos são incriminados e perseguidos pela polícia e pelos reais assassinos.

## Elenco
- Charlie Sheen  ...  Carl Taylor
- Emilio Estevez  ...  James St. James
- Leslie Hope  ...  Susan Wilkins
- Keith David  ...  Louis Fedders
- Dean Cameron  ... Homem da pizza
- John Getz  ...  Maxwell Potterdam III
- Hawk Wolinski  ...  Biff
- John Lavachielli  ...  Mario
- Geoffrey Blake  ...  Frost
- Cameron Dye  ...  Luzinski
- John Putch  ...  Mike
- Tommy Hinkley  ...  Jeff
- Darrell Larson  ...  Jack Berger
- Sy Richardson  ...  Walt Richardson
- Kari Whitman  ...  Judy